# Eduardo Missoni
Eduardo Missoni (né le 31 juillet 1954 à Rome) est un médecin italien qui a œuvré dans de nombreuses activités sociales et humanitaires.

## Biographie
Eduardo Missoni a étudié la médecine (spécialité de médecine tropicale) à l'université de Rome « La Sapienza ». Il a ensuite obtenu un Master de l'École d'hygiène et de médecine tropicale de Londres. Il est professeur à l'école de management de l'université Bocconi à Milan, où il enseigne la gestion de coopération dans le domaine de la santé et les stratégies globales pour la santé. 
Il a commencé sa carrière comme médecin volontaire au Nicaragua. Il a ensuite été embauché comme représentant de l'Unicef au Mexique, avant de devenir conseiller du gouvernement italien pour les programmes de coopération médicale en Amérique latine et en Afrique subsaharienne. 
Quand il était jeune, Eduardo Missoni fut scout, avant de devenir responsable scout. Il resta actif dans le scoutisme et devint, le 1er avril 2004, secrétaire général de l'Organisation mondiale du mouvement scout (OMMS).
Le 12 novembre 2007, lors d'une réunion extraordinaire du Comité Scout Mondial, Eduardo Missoni a été forcé de quitter ses fonctions prématurément à la demande de deux associations nationales scoutes : les BSA et les suédois, plus la FSM.

### Sources
- (en) Cet article est partiellement ou en totalité issu de l’article de Wikipédia en anglais intitulé « Eduardo Missoni » (voir la liste des auteurs).